# Viveros
Viveros és un municipi situat al nord de la província d'Albacete, envoltat pels municipis d'Alcaraz, El Ballestero, El Bonillo i Robledo, en plena Sierra de Alcaraz